# Азіатсько-Тихоокеанська коаліція з чоловічого сексуального здоров'я
Азіатсько-Тихоокеанська коаліція з чоловічого сексуального здоров'я (англ. Asia Pacific Coalition on Male Sexual Health) також відома як APCOM — це мережа некомерційних організацій, які поділяють місію покращення чоловічого сексуального здоров’я в Південній Азії, Східній Азії та на островах Тихого океану.
APCOM було створено в липні 2007 року після того, як делегати Міжнародної консультації з питань чоловічого сексуального здоров’я та ВІЛ у Делі 2006 року в Азії та Тихоокеанському регіоні виявили потребу в більшій організації у сфері чоловічого сексуального здоров’я.
APCOM було засновано як автономну регіональну коаліцію груп громадян, представників уряду, спонсорів, технічних консультантів і офіційних осіб ООН. Його місія полягає в наданні допомоги місцевим організаціям у захисті прав ЧСЧ і трансгендерних чоловіків.